# Kabile, Iambol
Kabile (în bulgară Кабиле) este un sat în comuna Tundja, regiunea Iambol,  Bulgaria. 

## Demografie
Componența etnică a satului Kabile
     Bulgari (95,22%)
     Nicio identificare (3,96%)
     Altele (0,81%)
La recensământul din 2011, populația satului Kabile era de 984 locuitori. Din punct de vedere etnic, majoritatea locuitorilor (95,22%) erau bulgari. Pentru 3,96% din locuitori nu este cunoscută apartenența etnică.